# لوكهيد سي-121 كونستليشن
لوكهيد سي-121 كونستليشن (بالإنجليزية: Lockheed C-121 Constellation)‏ هي نسخة النقل العسكري من طائرة شركة لوكهيد المدنية لوكهيد كونستليشن. بأربع محركات أنتجت في 1947 بالولايات المتحدة. من صناعة شركة لوكهيد. كان أول طيران لها في 14 مارس 1947. صنع منها 332 طائرة.